# Улица Марциенас
Улица Ма́рциенас (латыш. Mārcienas iela) — улица в Видземском предместье города Риги, в Пурвциемсе. Начинается от перекрёстка с улицей Браслас, заканчивается перекрёстком с улицей Пурвциема. Соединена внутриквартальным проездом с улицей Калснавас, который иногда ошибочно указывают как начало улицы Марциенас. С другими улицами не пересекается.
Упоминается с 1970-х годов под своим нынешним наименованием, которое никогда не изменялось.
Общая длина улицы составляет 273 метра. В средней части историческое русло улицы перекрыто многоэтажной застройкой 1980-х годов; сквозного проезда нет. Общественный транспорт по улице не курсирует.